# Кім Джі Су
Кім Джі Су (кор. 김지수) — південнокорейська акторка.

## Вибрана фільмографія

### Серіали
- «Час героїв» (2004, MBC)
- «Перше кохання» (2003, SBS)
- «Немов текуча річка» (2002, SBS)
- «Зустрітися знову і знову» (2002, MBC)
- «Вбиваючи сонячне світло» (2002, KBS)
- «Міф» (2001, SBS)
- «Принци Ондаль» (2000, MBC)
- «Полон сонячного світла» (2000, KBS)
- «Погані друзі» (2000, MBC)
- «Мила наречена» (2000, SBS)
- «Жінки Сонця»[en] (2008, KBS2)
- «Хваран: Молоді поети воїни» (2016, KBS2)

### Фільми
- «Роман» (2006)
- «Дороги любові» (2006)
- «Велика сцена» (2005)
- «Чарівна дівчина» (2004)[3]

## Нагороди
- 1997 — Телевізійна премія KBS: Найкраща акторка
- 1998 — Телевізійна премія MBC: Найкраща акторка
- 2002 — Телевізійна премія SBS: Найкраща акторка
- 2005 — 26-й кінофестиваль «Блакитний дракон»: Найкраща нова акторка
- 2005 — 4-та церемонія вручення корейської кінопремії: Найкраща нова акторка
- 2005 — Сингапурський міжнародний кінофестиваль: Найкраща акторка
- 2008 — Телевізійна премія KBS: Нагорода за високу майстерність[4]